# Umar al-Talamanki
Abu Umar al-Talamanki (en árabe: أبو عمر الطلمنكي‎) fue un historiador, jurisconsulto y comentarista del Corán andalusí. Nació en el año 951 en la localidad española de Talamanca de Jarama (Madrid) y murió en esta misma población en 1038.
Se formó en Córdoba, donde fue imán de la mezquita, en Medina y en El Cairo. En su peregrinación a La Meca, entró en contacto con los grandes maestros orientales de la época. Desarrolló su actividad profesional y erudita en diferentes ciudades de Al-Ándalus, entre ellas Córdoba y Madrid.
Fue perseguido por sus doctrinas teológicas y consiguió la absolución en 1034, cuatro años antes de su muerte. Está considerado como el maestro del jurista Ibn Hazm de Córdoba y del filólogo Ibn Sïdah.